# جون جونز (لاعب كريكت)
جون جونز (10 مايو 1899 - 14 مارس 1991) (بالإنجليزية: John Jones)‏ هو لاعب كريكت أسترالي.

## وصلات خارجية
- جون جونز على موقع إي آس بي آن كريك إنفو (الإنجليزية)